# A vámpír herceg
A vámpír herceg (eredeti címén: The Vampire Prince) Darren Shan ír író ifjúsági horrorregénye, a Vámpír könyvek című tizenkét részes sorozatának hatodik kötete.

## Történet
|  | Alább a cselekmény részletei következnek! |

Darrent a háborgó folyó sodorja magával. Már szinte beletörődik saját halálába, amikor észreveszi, hogy a víz kivitte a szabadba. Úgy érzi minden ereje elhagyta, de összeszedi magát és végre kimászik a partra. Amikor eléje tárul a hófödte táj, rájön, hogy nagyon messzire sodródott a Vámpírok Hegyétől. Ha elindulna megkeresni biztos, hogy nem élné túl az utat. Úgy dönt végül, hogy a közeli erdőben húzódik meg. Ez azonban korántsem egyszerű, mivel Darren épphogy lábra tud állni. Nem csoda hisz tele van zúzódásokkal és sebekkel.
Útközben egy idő után végső ereje is elszáll belőle, elbukik. A halál szélén éri az isteni szerencse: Rudi a kölyökfarkas (akit a 4. részben ismert meg, úton a Vámpírok Hegye felé) rábukkan. Csíkos (az anyafarkas) és Rudi felmelegítik vastag bundájukkal Darrent. Miután magához tér, a két farkas elvezeti a falkához. Pár napig egy nőstényfarkas anyatején él és így szép lassan felépül. Egyszer, miközben Csíkossal sétál, fegyveres vámpírokat pillant meg egy dombon. Felismeri barátait: Arra Sailst a vámpírnőt, Larten Crepsleyt tanítómesterét, Kurda Smalthot az áruló gyilkost (aki megölte Gavner Purlt a vámpírtábornokot), valamint még két segítőt. A beszélgetésükből megtudja Darren, hogy őt keresik. Nem merészkedik oda, mert tudja, hogy Kurda egyből lekaszabolná. Ehelyett fülel és figyel a beszélgetésre. Másnap egy nőstény farkassal és két fiatal hímfarkassal elindulnak a Hegy felé. Darren a nőstényfarkast Magdának nevezi el. Magda ismeri az utat és az alagutakban is járt már
Hegyben már vagy 30-40 vérszipoly készül a támadásra. Útban a hegy belseje felé találkozik eggyel de, a Vér egyik Őre megmenti. Kurda eközben készülődik a vámpírherceggé avatásra. Darren megtalálja Seba Nile a szállásmester szobáját. Elmeséli Sebának, min ment keresztül és együtt kidolgoznak egy tervet. Az avatási szertartás közepén Darren betör a Hercegek Termébe. Mindenkinek tátva marad a szája mivel azt hitték, hogy meghalt. Épphogy sikerül még a beiktatása előtt lelepleznie Kurdát. Figyelmezteti a hercegeket a támadó vérszipolyokról. A hercegek felderítőcsapatokat küldenek a barlangokba Darrennel együtt, hogy felfedezzék a vérszipolyok rejtekhelyét. Vanez Blane-nel, a csoportvezetővel földerítik a búvóhelyet. Darren a hercegeknek szellemes haditervvel áll elő: Ba'Halen pókjait vetik be a ellenük. Darren, Seba és természetesen Mr. Crepsley mennek begyűjteni a póksereget(mentálisan összekapcsolódnak a pókokkal).
Ez alatt a hercegek is sereget toboroznak. Darren a pókjaival együtt lemászik a hegyháton és óvatosan betereli a nyolclábú kis zsoldosokat a vérszipolyok barlangjába. A terv bevált: az ellenség vadul, üvöltve hessegeti magáról a pókokat. Egy póknak egyedül nem halálos a marása, de több már más. Darren harci kedvvel átitatva lemászik a barlangba és kinyújt egy lándzsát a vérszipolyok felé. Az egyik fiatal (Darrennél nem sokkal idősebb) beleszalad. A lándzsa szó szerint keresztülfúrja a szerencsétlent. Darrenen mély lelkiismeret-furdalás vesz erőt. Közben megérkezik a vámpírsereg Nyíl herceg vezetésével. Elkezdődik az ádáz küzdelem. Megjelenik Mr. Crepsley és Seba. A csata a vámpírok győzelmével ér véget. És súlyos veszteségekkel. Arra meghal, Vanez pedig elveszti egyetlen megmaradt szemét. Ezután következik a kemény megtorlás: Kurda és csatlósainak kihallgatása, majd kivégzése. Kurda vallomása elég aggasztó: jót akart csak rosszul sült el, viszont megölte Gavner Purlt. Kiderül hogy ezzel kirobbant a vámpírok és a vérszipolyok közt a háború. A hercegek hosszú habozás után a Halál Termébe küldték. Majd a gyászszertartásra kerül sor: Arrát, Gavnert és a többi elesettet elhamvasztják. A hercegek hosszan tárgyalják Darren esetét, mert a amikor megbukott az Avatási Próbákon megszökött a halálbüntetés elől.
Végül a több mint 800 éves Paris Skyle herceg az összes vámpír beleegyezésével, mivel csak ez az egyetlen kiút, Darren Shant, akit a tömeg már hősként ünnepel éljenezések közepette, hivatalosan vámpírhercegnek avatják.
|  | Itt a vége a cselekmény részletezésének! |

## Magyarul
- Darren Shan regényes története; ford. F. Nagy Piroska; Móra, Bp., 2001–2005 (Vámpír könyvek)
  - A vámpír herceg; 2003